# Vilhelm Pedersen
Vilhelm Pedersen (28 gennaio 1820 – Copenaghen, 13 marzo 1859) è stato un illustratore danese, specializzato nelle illustrazioni delle fiabe di Hans Christian Andersen.

## Biografia
Ufficiale di marina, curò le 125 illustrazioni della raccolta di fiabe di Andersen del 1849, furono le prime in quanto inizialmente vennero pubblicate senza alcuna immagine. Morì a Copenaghen all'età di 39 anni.